# Stjärnfall (musikalbum)
Stjärnfall är ett studioalbum av Anne Kihlström, släppt på LP 1985.

## Låtlista

### Sida 1
- 1. Kärleken (M.Cosma-I.Forsman)
- 2. Som luft för dej (l.Dozier-M.Mejstam)
- 3. Stjärnfall (Ö.Englund-U.Westman)
- 4. Ett stilla regn (U.Westman-C.Weltman-Ö.Englund)
- 5. Susanna (D.Paich-J.Porcaro-U.Westman)
- 6. Bit för bit (B.Thompson)

### Sida 2
- 1. Nej oh nej (H.Heltberg-H.Löwgren)
- 2. Jag ska älska dej i natt (C.Hillson-K.Almgren)
- 3. Tur att jag har dej kvar (Ö.Englund-M.Mejstam)
- 4. Nyvunnen frihet (R.Stolt)
- 5. Utan din kärlek (R.J.Lange-A.Kihlström)

### Fotnoter
1. ↑  ”Stjärnfall”. Svensk mediedatabas. 28 februari 1985. https://smdb.kb.se/catalog/id/001890917. Läst 10 mars 2020.